# تشيستر صموئيل والترز
تشيستر صموئيل والترز هو سياسي كندي، ولد في 24 أغسطس 1878، وتوفي في 10 ديسمبر 1958.